# Ährige Felsenbirne
Die Ährige Felsenbirne (Amelanchier spicata), auch Besen-Felsenbirne genannt, ist eine Pflanzenart innerhalb der Familie der Rosengewächse (Rosaceae). Sie ist in Nordamerika weitverbreitet.

## Beschreibung

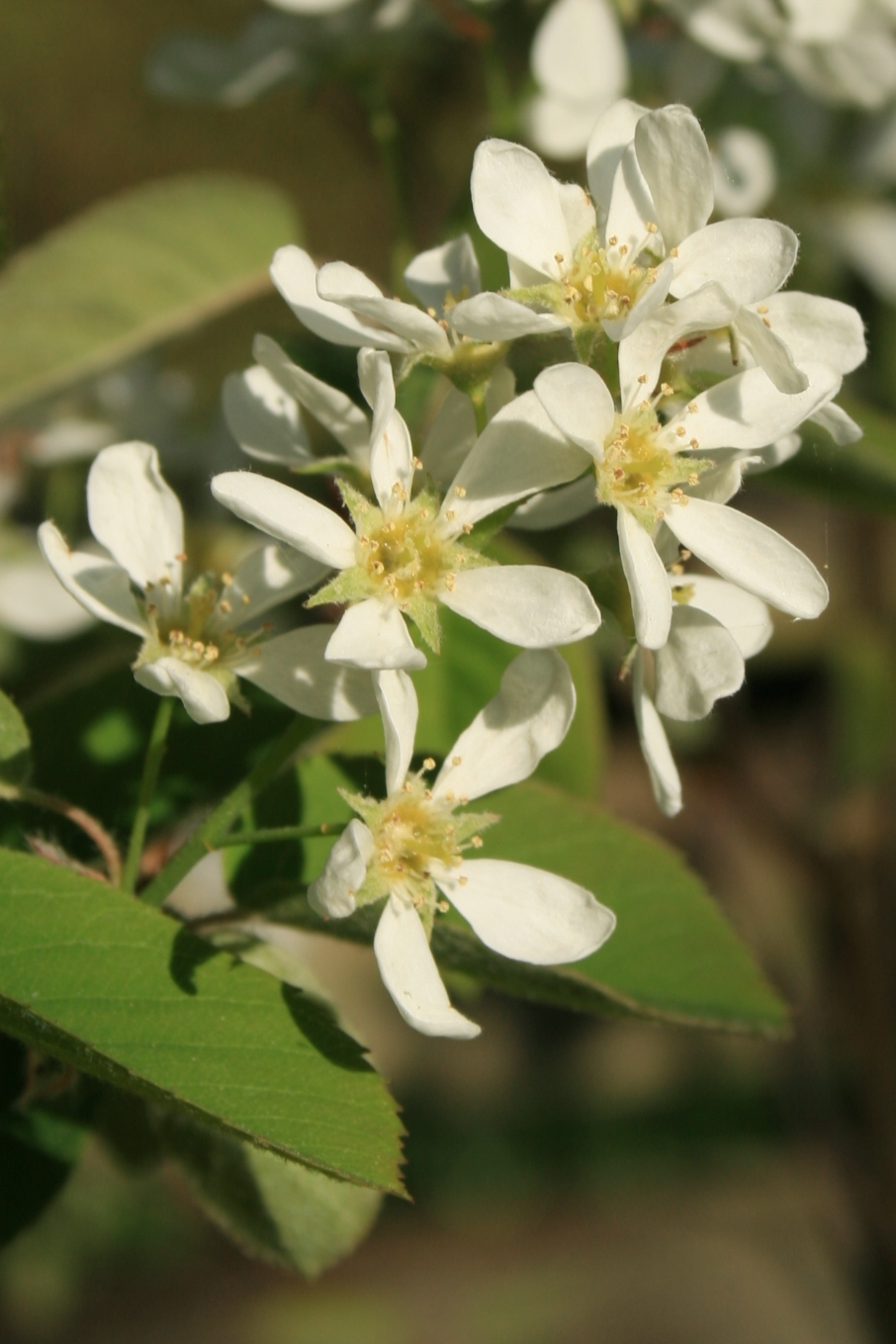
Blütenstand mit Blüten

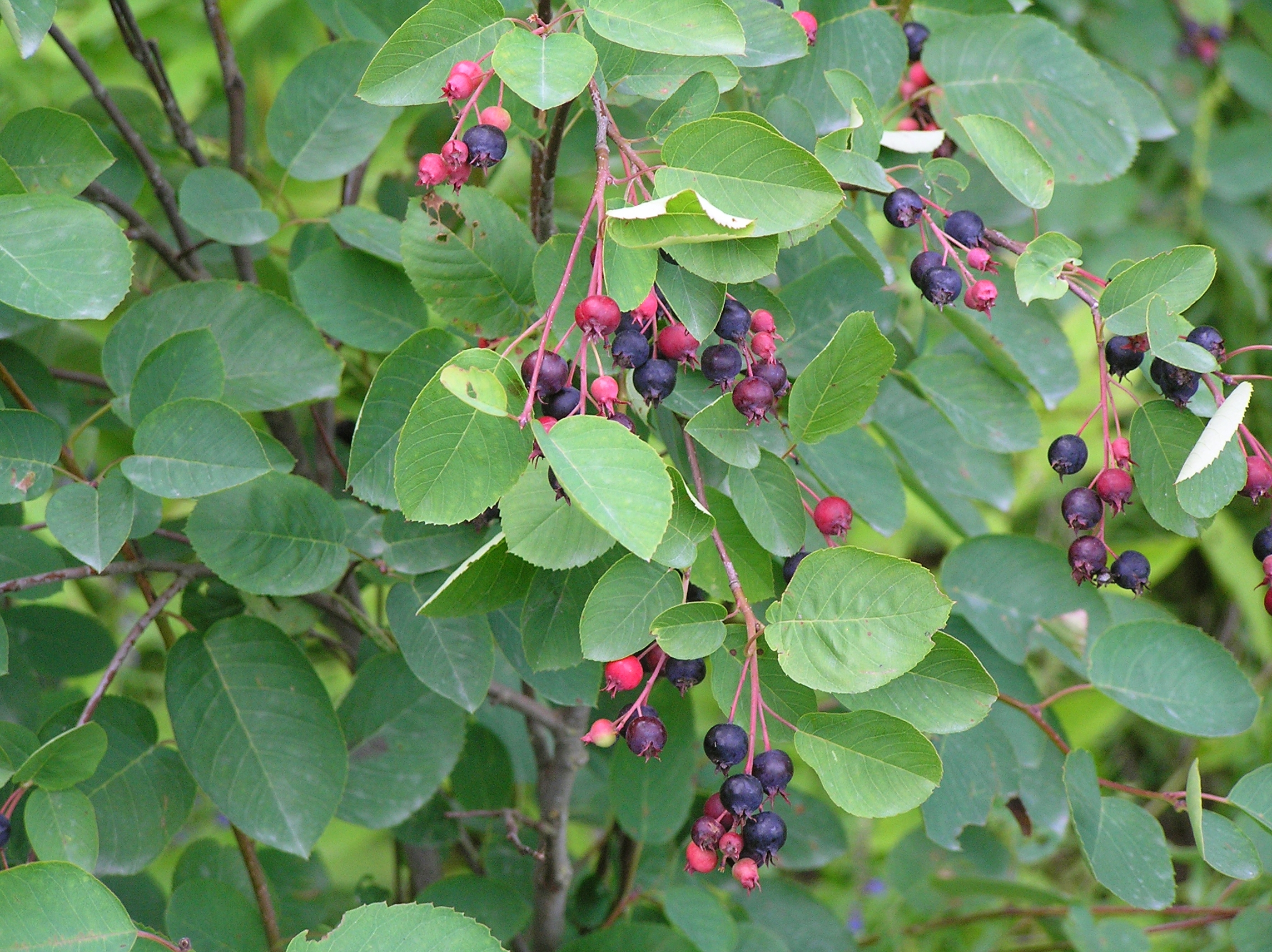
Früchte und Blätter

Die Ährige Felsenbirne wächst als steif aufrechter und besenartiger Strauch und erreicht Wuchshöhen von 2 bis 5 Metern. Seine zahlreichen, dünnen Stämmchen wachsen häufig unterirdisch kurz ausläuferartig, bis sie hierdurch getrennt voneinander den Erdboden durchbrechen. Sehr alte Stämme können selten über 7 Meter hoch und mehr als armdick werden. Die dicklichen Zweige wachsen ebenfalls aufrecht. Bei sehr alten Exemplaren hängen die Äste aufgrund ihres Gewichts manchmal über. Die Ährige Felsenbirne ist braun bis grauschwarz berindet. Sie bildet eiförmige, nach oben spitze Knospen aus. Sie werden zwischen 4 und 12 Millimeter lang, die Breite schwankt von 1 bis 4 Millimeter. Gewöhnlich sind sie von dunkelweinroter Farbgebung, in Schattenlage können sie auch eine hellere Farbe aufweisen. Die Knospenschuppen sind innen lang wimperhaarig, starke Knospen können diese Behaarung auch außen ausbilden.
Die wechselständig angeordneten Laubblätter sind in Blattstiel und -spreite gegliedert. Die einfache, mehr oder weniger gesägte bis gezähnte bis ganzrandige, 3–5,5 cm lange Blattspreite ist eiförmig bis breit-elliptisch oder breit verkehrt-eiförmig bis rundlich, öfters leicht herzförmig und die abgerundete Spreitenspitze läuft manchmal in eine 1 bis 1,5 Millimeter lange Stachelspitze aus. Die Blattunterseite ist anfangs unterseits gelblich filzig behaart und verkahlt später, nur am Stiel ist sie dauerhaft behaart. Die Laubblätter sind anfangs hellgrün und in der Herbstfärbung unansehnlich gelbbraun fleckig.
Die Blütezeit reicht von April bis Mai. Der kurze, steif aufrechte, 3,5 bis 6,5, selten bis zu 7 Zentimeter lange Blütenstand enthält meist 8 bis 11 (6 bis 20) Blüten. Die duftenden bzw. fischig riechenden, zwittrigen Blüten sind radiärsymmetrisch und fünfzählig mit doppelter Blütenhülle. Die fünf weißen Kronblätter sind 6 bis 10 mm lang, etwa doppelt so lang wie breit, verkehrt-eiförmig und am Rand bewimpert. Es sind bis zu 20 kurze Staubblätter vorhanden. Der halbunterständige Fruchtknoten mit kurzen, oberseits freien Griffeln ist am oberen Ende meist dicht behaart.
Die „bereiften“ Früchte mit beständigem Kelch sind 8 bis 11 mm groß und bei Reife schmutzig rot bis blauschwarz. Die Früchte sind süß und haben einen unangenehmen Beigeschmack.
Die Chromosomenzahl beträgt 2n = 68.

## Vorkommen
Das weite natürliche Verbreitungsgebiet der Ährigen Felsenbirne reicht vom östlichen Kanada in New Brunswick, Neufundland, Nova Scotia, Ontario, Prince Edward Island, Quebec bis zu den östlichen und zentralen US-Bundesstaaten Connecticut, Maine, Massachusetts, Michigan, New Hampshire, New Jersey, New York, Ohio, Pennsylvania, Rhode Island, Vermont, West Virginia, Illinois, Iowa, Minnesota, North Dakota, Wisconsin, Alabama, Delaware, Georgia, Maryland, North Carolina, South Carolina, sowie Virginia. Dort besiedelt sie lichte Wälder und Gebüsche auf lockeren, kiesig-sandigen Böden, sie geht aber auch auf Dünen und auf Felsklippen.
In Europa wird die Ährige Felsenbirne seit Anfang des 19. Jahrhunderts als Zierstrauch in Parks und Gärten verwendet. Sie ist seitdem gelegentlich, meist unbeständig verwildert, und zwar vor allem im Bereich der Küsten von Nord- und Ostsee. Sie gilt in Deutschland als eingebürgerter Neophyt.